# Lega Italiana Protezione Uccelli
La Lega italiana protezione uccelli, meglio nota attraverso l'acronimo Lipu riportato anche nella forma Lipu-BirdLife Italia, è un'associazione ambientalista italiana concentrata sulla conservazione della biodiversità, sull'educazione ambientale e sulla promozione della cultura ecologica.
Fondata nel 1965 la Lipu è tra le più antiche ed importanti associazioni ambientaliste italiane ancora in attività. Giuridicamente è un'organizzazione di volontariato, ente morale, ente in grado di svolgere ricerca scientifica nonché ente del terzo settore ed è stata riconosciuta come associazione ambientalista nazionale dal Ministero dell'ambiente. L'associazione è l'unico partner italiano di BirdLife International ed è membro anche dell'Unione internazionale per la conservazione della natura (IUCN).
La Lipu gestisce sul territorio nazionale 26 oasi e nove centri recupero per la fauna selvatica; questi ultimi accudiscono complessivamente oltre 20 000 animali all'anno. L'associazione dispone anche di un servizio di guardie venatorie volontarie per contrastare il bracconaggio.

## Storia

### La fondazione
La Lipu viene istituita con il nome di Lega Nazionale Contro la Distruzione degli Uccelli (Lenacdu) a Roma il 13 novembre 1965 dal filosofo e naturalista italiano Giorgio Punzo, con lo scopo di proteggere gli uccelli, promuovere la natura ed educare i giovani all'ambiente. Risulta pertanto una tra le più antiche associazioni ambientaliste italiane. La decisione di fondare la Lenacdu, anche semplicemente chiamata la Lega, viene presa da Punzo un giorno di primavera del 1965 quando, mentre indignato legge su un giornale la notizia della riapertura della stagione della caccia, un passero solitario gli si posa accanto. Lo scopo principale della Lega è contrastare lo sterminio degli uccelli in Italia, che avviene per via del bracconaggio, della cattiva agricoltura, della distruzione del territorio e soprattutto della caccia.
Le prime sedi della Lenacdu sono a Napoli, la città di Giorgio Punzo, a Roma, e successivamente a Firenze, su lungarno Guicciardini. Quest'ultima sede viene messa a disposizione dal British Institute of Florence, il cui appoggio alla Lega è garantito da Robin Chanter e Ian Greenlees, che saranno rispettivamente Segretario generale e Tesoriere della LENACDU. Tra le persone che hanno permesso alla Lega di svilupparsi nel suo primo periodo di vita si ricordano - oltre ai già citati Punzo, Greenlees e Chanter - Marta Fabris, Michele Camperchioli, Longino Contoli, Ermanno Rizzardi. Nel Consiglio direttivo della Lega figurano anche personaggi illustri, come lo scrittore Giorgio Bassani e il giornalista Ruggero Orlando. Si inizia a reclutare soci, a compiere divulgazione scientifica attraverso varie riviste e a svolgere le prime azioni di lobbying parlamentare, tra cui quella per vietare l'uccellagione.

### Le prime lotte
Negli anni Sessanta la caccia è molto diffusa in Italia (venivano abbattuti oltre 150 000 000 di uccelli all'anno) e praticamente non regolamentata: si può cacciare tutto l'anno e uccidere qualsiasi animale. Nell'agosto 1967, grazie all'intensa attività di sensibilizzazione e protesta della Lega, viene approvata la legge 2 agosto 1967, n. 799 che, fra le numerose limitazioni, abolisce la caccia primaverile. È il primo grande successo della Lega.
Il 27 marzo 1968 viene mandato in onda dalla televisione svedese un documentario prodotto dalla LENACDU che mostra come in Italia i piccoli uccelli migratori vengano massacrati durante il periodo di caccia. Migliaia di cittadini svedesi, indignati contro quello che hanno visto, chiamano l'emittente televisiva minacciando di boicottare le vacanze nella penisola italiana. La situazione della caccia in Italia fa presto clamore in tutta Europa e oltre un milione di cittadini europei sigla una dichiarazione con la quale assicurano di boicottare le località turistiche italiane finché non venga vietata la cattura degli uccelli canori. La Lipu sostiene l'iniziativa e trasmette la dichiarazione al Senato della Repubblica.
Nel 1971 viene aperto un dibattito per scegliere il logo della LENACDU fra quattro candidati: il cavaliere d'Italia, il gruccione, il passero solitario e l'upupa. Si opta alla fine per l'upupa, particolare uccello migratore nidificante in Italia, in quegli anni oggetto di intensa caccia, la quale viene disegnata da Fulco Pratesi (fondatore del WWF Italia) come simbolo della Lega. Il nuovo logo inizia a diffondersi, approdando in vari programmi televisivi italiani, fra cui Portobello, Domenica in e nel 1985 a Pronto Raffaella?, in una puntata del quale il presidente della LIPU Mario Pastore iscrive Raffaella Carrà all'associazione.
Durante l'assemblea del 14 gennaio 1973 tenutasi a Firenze presso il British Institute of Florence, viene annunciato dal presidente Ermanno Rizzardi che i soci della LENACDU sono arrivati a 9 000. Nello stesso anno la Lega denuncia, sulla base di uno studio del Ministero dei lavori pubblici, la dilagante lottizzazione sul territorio italiano, in particolare nei territori del Lazio (come l'Agro Romano), e i conseguenti danni causati agli habitat di alcune specie a rischio. Sempre nel 1973 viene aperto a Parma il primo Centro Recupero per i rapaci, che presto diviene un simbolo nella cultura ambientalistica italiana. Fra i numerosi Centri Recupero, il cui scopo principale è curare animali selvatici (non solo uccelli) in difficoltà, che sorgeranno nel corso degli anni si ricordano il Centro Recupero Uccelli Marini e Acquatici (CRUMA) di Livorno e il Centro Recupero Fauna Selvatica (CRFS) di Roma.

### La Lega cresce ancora
Nel 1975 la Lega Nazionale Contro la Distruzione degli Uccelli (LENACDU) cambia nome in Lega Italiana Protezione Uccelli (abbreviata in LIPU), con il quale è ancora oggi conosciuta.
Nel dicembre 1977 la Lipu ottiene un'importante vittoria: sulla base di un testo proposto dalla stessa associazione, la Camera dei deputati approva la legge 27 dicembre 1977, n. 968, che rappresenta un miglioramento della normativa nazionale sulla disciplina della caccia, fino allora regolata da un vecchio regio decreto (R.D. 5 giugno 1939, n. 1016) tutt'altro che rigido. Sebbene i limiti della caccia rimangano piuttosto ampi, la legge alza l'età minima per la caccia dai 16 ai 18 anni, elenca le specie cacciabili (escludendo da queste i rapaci, i gabbiani, gli aironi e le oche) e definisce la fauna selvatica italiana «patrimonio indisponibile dello Stato», impegnandosi alla sua tutela «nell'interesse della comunità nazionale».
Il 1978 è un anno importante per l'associazione: la sede nazionale viene trasferita a Parma, dapprima nel garage di Francesco Mezzatesta, il Segretario generale dell'epoca (in sostituzione di Robin Chanter) e poi nella storica sede di vicolo San Tiburzio, dove l'associazione si dà una struttura più solida e viene dato avvio alla pubblicazione della rivista Uccelli.
Anche grazie al sostegno della Lipu viene emanata il 2 aprile 1979 dal Consiglio dell'Unione europea la Direttiva 79/409/CEE, detta Direttiva Uccelli, che regola la protezione degli uccelli selvatici attraverso la conservazione dei loro habitat e la riduzione di minacce umane. La direttiva prevede inoltre l'istituzione di zone di protezione speciale (ZPS) col fine di garantire la salvaguardia degli habitat delle specie migratorie.
Nello stesso anno nasce a Cuneo, in Piemonte, l'Oasi di Crava Morozzo, che rappresenta la prima area protetta nella storia della LIPU. L'Oasi è una zona umida di 300 ettari, rifugio di un centinaio di specie diverse, molto importante per gli uccelli migratori e per quelli che vi nidificano.
Nell'estate del 1980, sull'isola di San Pietro, in Sardegna, un gruppo di volontari della Lipu guidati da Fernando Spina organizzano un campo antibracconaggio col fine di proteggere dai bracconieri gli esemplari di falco della Regina, allora a rischio di estinzione. La missione dei volontari riesce e i bracconieri vengono fermati dalla Guardia costiera. Il campo antibracconaggio si è poi ripetuto ogni anno e ha permesso al falco della Regina di ripopolare il mar Mediterraneo.
Durante gli anni Ottanta l'associazione si impegna a diffondere in Italia la pratica del birdwatching, largamente diffuso nell'Europa settentrionale, ma poco conosciuto ne nostro paese. Attraverso pubblicazione, escursioni naturalistiche e corsi, la Lipu promuove la passione per gli uccelli.
Nella primavera del 1983 centinaia di soci e volontari della Lipu si radunano nei pressi dello stretto di Messina, il quale rappresenta un corridoio di passaggio per decine di migliaia di uccelli migratori (prevalentemente aquile, falchi, cicogne e avvoltoi) provenienti dall'Africa, con lo scopo di protestare contro l'attività di bracconaggio, che vede proprio nei monti Peloritani di Messina uno dei luoghi preferiti per la caccia.

### Il riconoscimento giuridico e le conquiste più importanti
Il 6 febbraio 1985, dopo quasi vent'anni dalla fondazione dell'associazione, il Presidente della Repubblica Italiana Sandro Pertini, attraverso il D.P.R. 6 febbraio 1985, n. 151, riconosce la personalità giuridica e approva lo statuto della Lega Italiana Protezione Uccelli. Nello stesso anno succede ad Alberto Raponi nel ruolo di Presidente della LIPU Mario Pastore, che rimane in carica fino al 1996, anno della sua morte.
Nel 1987 nasce il settore Educazione ambientale, che si dedica al coinvolgimento di scuole e famiglie per ottenere un maggiore rispetto nei confronti della natura.
Nel 1980 la Lipu aveva raccolto 800 000 firme per indire un referendum contro la caccia, ma la Corte costituzionale le aveva invalidate dopo avere definito il quesito referendario «vago». Nel 1989, insieme ad altre associazioni ambientaliste, la LIPU riesce nuovamente a raccogliere la quantità di firme necessarie, e il 3 giugno 1990 si svolgono tre referendum abrogativi di stampo ecologistico, di cui due interessano la caccia e uno i pesticidi impiegati nell'agricoltura. Oltre venti milioni di italiani si presentano alle urne, il 92,2% dei quali vota contro la disciplina della caccia. Il quorum, però, seppure per poco, non viene raggiunto in alcuno dei tre referendum.
Nel 1990 il Segretario Francesco Mezzatesta, al servizio dell'associazione per oltre vent'anni, viene sostituito da Marco Lambertini, che rimarrà Direttore generale sino al 1996, quando si trasferirà nella BirdLife International. A lui seguirà Armando Gariboldi, poi Nino Martino nel 2001, Elena D'Andrea nel 2003 e infine a novembre 2012 Danilo Selvaggi, che è l'attuale Direttore generale.
Negli anni novanta l'associazione continua le sue lotte e contribuisce all'approvazione delle leggi 6 dicembre 1991, n. 394, sulle aree protette, e 11 febbraio 1992, n. 157, sulla tutela della fauna selvatica, le quali hanno lo scopo generale, rispettivamente, di conservare la natura e tutelare le specie cacciabili, regolando l'attività venatoria. Gli sforzi della Lipu concorrono inoltre all'approvazione, compiuta il 21 maggio 1992 dal Consiglio dell'Unione europea, della Direttiva 92/43/CEE, detta direttiva Habitat, che si pone lo scopo di «[...] salvaguardare la biodiversità mediante la conservazione degli habitat naturali, nonché della flora e della fauna selvatiche nel territorio europeo degli Stati membri al quale si applica il trattato». Affinché si attuino queste norme, la direttiva istituisce la rete ecologica Natura 2000, costituita da siti mirati alla conservazione di determinati habitat e specie, la quale svolge un ruolo fondamentale nella conservazione della biodiversità nei territori dell'Unione Europea.
Sempre nel 1992 la Lipu si dedica alle campagne per la protezione della marmotta e di molti uccelli migratori, in particolare la peppola e il fringuello, che rischiano di tornare vittime della caccia a causa delle deroghe alla L. 157/1992. Vengono raccolte oltre 300 000 firme, che permetteranno, mediante un decreto del 1997, di escludere numerose specie di uccelli dalla lista delle specie cacciabili.
Nel 1993 l'International Council for Bird Preservation (ICBP) diventa BirdLife International, la più grande federazione di associazioni per la protezione degli uccelli nel mondo. La Lipu entra subito a farne parte della nuova federazione mondiale come unico partner italiano.

### Continuano gli impegni nazionali
Nel 1994 il Consiglio regionale del Veneto approva il Piano di Area del Delta del Po, redatto dalla LIPU, per il Parco regionale veneto del Delta del Po. La regione del delta del Po rappresenta la più grande zona umida d'Italia.
Il 1996 è un anno importante per la Lipu. Scompare lo storico presidente Mario Pastore, sostituito da Danilo Mainardi, fra i più noti e stimati etologi italiani, ruolo che conserverà fino al 2002 per essere sostituito da Giuliano Tallone. e diventare presidente onorario fino alla sua scomparsa, nel 2017. Nello stesso 1996 viene lanciata la Campagna Rondini, che mira a contrastare la progressiva scomparsa delle rondini (ridotte del 40% negli ultimi venti anni) nelle campagne italiane, dove l'agricoltura, intensificatasi, mette a rischio la specie. La campagna vede la partecipazione di numerosi personaggi famosi – fra i quali Lucio Dalla, Laura Pausini, Marco Columbro, la Gialappa's Band, Licia Colò – e riesce a raccogliere 100000 firme attraverso una petizione che promuove un'agricoltura rispettosa delle rondini e della natura in generale. Tra le misure proposte per l'attuazione del cambiamento figurano: l'incremento di aree naturali in campagna e gli incentivi all'agricoltura naturale per una riduzione dei pesticidi; la sensibilizzazione dell'opinione pubblica e l'educazione ambientale nelle scuole; la salvaguardia dei nidi naturali e il collocamento di nidi artificiali; un censimento degli esemplari. Nel 2009 il progetto diviene citizen science: attraverso il sito Ornitho.it anche persone non esperte possono segnalare la presenza di rondini, balestrucci e altre specie col fine di ottenere una dettagliata distribuzione delle specie nidificanti in Italia e favorirne la protezione.
Sempre nel 1996 apre il Centro Recupero Fauna Selvatica di Roma, collocato all'interno del Bioparco di Roma, a Villa Borghese. Il Centro diviene presto un importante punto di riferimento per il soccorso degli animali selvatici, arrivando oggi a curare oltre 5 000 esemplari l'anno.
Nel 2000 nascono le Important Bird and Biodiversity Area (IBA), siti naturali che fanno da base tecnico-naturalistica all'istituzione delle zone di protezione speciale (ZPS), una delle tipologie di area della rete Natura 2000 previste dalla direttiva Uccelli del 1979 e dalla direttiva Habitat del 1992. Il programma, promosso da BirdLife International, è sviluppato in Italia dalla LIPU. Le IBA rappresentano luoghi fondamentali per gli uccelli selvatici e la loro mappatura permette una maggiore protezione degli habitat delle specie a rischio nonché della biodiversità. Contemporaneamente si costituiscono due nuovi settori della LIPU: IBA-Rete Natura 2000 e Agricoltura. In seguito, su importante spinta della LIPU e in seguito anche a una procedura di infrazione comunitaria, il Ministero dell'ambiente e della tutela del territorio e del mare emana il decreto ministeriale detto "Natura 2000" o "Criteri minimi" del 17 ottobre 2007 - pubblicato sulla Gazzetta Ufficiale come D.M. 6 novembre 2007, n. 258 - che definisce le misure minime di conservazione per le Zps, uno strumento di primaria importanza per la conservazione di Natura 2000 in Italia.
Nel 2002 nasce un nuovo ramo dell'associazione, il settore Rapporti Istituzionali, affidato a Danilo Selvaggi, che si concentra sulle attività di lobbying e politiche ambientali, con particolare attenzione ai lavori parlamentari. L'anno seguente la Lipu avvia una grande azione per bloccare un tentativo di liberalizzazione della caccia, riuscendoci anche con la raccolta di 200000 firme in poche settimane e la consegna al Presidente del Consiglio.
Nel 2006, in collaborazione con BirdLife, la Lipu prende parte al progetto internazionale Spring Alive per l'educazione ambientale e la protezione degli uccelli migratori. Nello stesso anno, in seguito alle numerose segnalazione della Lipu, la Commissione europea apre una procedura di infrazione nei confronti dell'Italia per cattiva applicazione della direttiva Uccelli, che condurrà a una severa condanna emessa dalla Corte di giustizia dell'Unione europea nel 2010 e, come detto, tra le altre cose, all'emanazione del decreto "Natura 2000". Nello specifico le motivazioni si concentrano sulla scarsa protezione delle specie migratorie, sul mancato rispetto delle zone di protezione speciale e su un uso scorretto della caccia in deroga. Proprio contro quest'ultima pratica che porta all'uccisione di decine di migliaia di piccoli uccelli migratori non cacciabili (fra i quali i passeri, i fringuelli e le peppole) soprattutto in Veneto e Lombardia, l'associazione raccoglie nel 2008 e consegna al Governo italiano oltre 200000 firme contro la caccia in deroga, informando della situazione anche la Commissione europea, poi intervenuta con il percorso che conduce alla condanna del 2010.

### Le azioni recenti
Nel 2010 la Lipu difende da nuovi tentativi di stravolgimento la legge 157/1992 e rilancia con varie proposte la protezione degli uccelli migratori e delle specie in stato di conservazione sfavorevole (una particolare categoria delle specie a rischio), ottenendo tra le altre cose una norma che vieta esplicitamente la caccia durante la migrazione preriproduttiva. 
Nel 2011 Fulvio Mamone Capria è eletto presidente. La guiderà fino al 2019, quando gli subentra Aldo Verner, veterinario, storico attivista e delegato di Genova, attuale presidente.
All'inizio degli anni 2010, con il sostegno del Ministero dell'Ambiente della Tutela del Territorio e del Mare, la Lipu stila lo stato di conservazione delle circa 250 specie di uccelli nidificanti in Italia.
Con un imponente progetto su gran parte del territorio italiano, l'associazione si dedica inoltre al calcolo del Farmland Bird Index (FBI), un indicatore ornitologico che misura l'aumento o la diminuzione delle specie tipiche degli ambienti agricoli, dando così informazioni sui cambiamenti ambientali avvenuti in quegli ambienti e il grado di sostenibilità ambientale della nostra agricoltura.
A fine 2012 è nominato il nuovo Direttore generale, Danilo Selvaggi, già responsabile dei Rapporti istituzionali e delle Politiche ambientali dell'associazione.
Nel 2013 la Lipu e il WWF Italia chiedono congiuntamente alla direzione generale ambiente della Commissione europea di avviare una procedura di infrazione nei confronti dell'Italia «per garantire il pieno rispetto della direttiva comunitaria Habitat, tutelando adeguatamente la rete Natura 2000 italiana in progressivo degrado e rilanciando il monitoraggio dei siti di importanza comunitaria e delle zone di protezione speciale». La richiesta è accompagnata da un dossier in cui vengono evidenziate le mancate o errate applicazioni della direttiva, in particolare per quanto riguarda la valutazione di incidenza ambientale, di competenza regionale. Sempre nel 2013, grazie alle costanti pressioni esercitate dall'associazione, il Parlamento approva le modifiche alla L. 157/1992, le quali limitano fortemente le concessioni per la caccia in deroga. L'anno seguente vengono raccolte oltre 100 000 firme per l'abolizione dei richiami vivi, una pratica venatoria che sfrutta il richiamo di piccoli uccelli ingabbiati per attirare e poi abbattere gli esemplari adescati. Una proposta di legge firmata dalla Lipu arriva in Parlamento ma la discussione della legge viene rimandata, mentre l'Unione Europea mette in mora l'Italia perché la cattura degli uccelli selvatici a fini di richiamo è vietata dalla direttiva Uccelli del 1979. Il 23 luglio 2015 viene finalmente approvata la legge che pone fine alla cattura dei richiami vivi, pratica definita dalla stessa Lipu «una vergogna nazionale». È un altro storico risultato raggiunto dall'associazione dell'Upupa.
Ancora nel 2015 la Lipu è in prima fila nella raccolta di firme europee per salvare delle direttive Uccelli e Habitat da un tentativo di stravolgimento, all'interno di una coalizione di oltre 200 organizzazioni europee che in poche settimane raccoglierà 500 000 firme e raggiungerà il risultato.
Nel 2017 la Lipu presenta a Parma il Birds in Europe 3 (BiE3), il report periodico di BirdLife Europa che presenta lo stato di conservazione degli uccelli selvatici nel nostro continente. Nello stesso anno parte la campagna Cambiamoagricoltura, con cui una coalizione europea, di cui la Lipu è protagonista, raccoglie 260 000 firme per orientare in senso ecologico la Politica agricola comunitaria.
Molto intensa, in questi anni, è l'attività progettuale della Lipu, anche nel contesto del programma LIFE della Commissione europea, con progetti sulla protezione degli uccelli migratori, le reti ecologiche, l'antibracconaggio, rete Natura 2000, il volontariato giovanile eccetera, sostenuti da soggetti vari e fondazioni private tra cui Fondazione Cariplo.
Nel 2019 la Lipu pubblica Conoscerli, proteggerli, di Marco Gustin, Claudio Celada e Mattia Brambilla, la prima guida italiana allo stato di conservazione degli uccelli selvatici in Italia, con 250 specie prese in considerazione e le indicazioni principali per la loro tutela.
Ancora nel 2019 la Lipu, assieme ai partner europei di BirdLife, lavora sulla Commissione europea per la nuova strategia sulla biodiversità, che vedrà la luce all'inizio del 2020 con il titolo Bringing nature back into our lives.
Nel 2020 la Lipu elabora il suo nuovo programma strategico, dal titolo La natura nelle nostre vite, in vigore dal 2021 al 2025, che prevede azioni sugli habitat naturali, la protezione delle specie, natura 2000 e le aree protette, l'agricoltura, l'ecologia urbana, le politiche ambientali, l''educazione ambientale, l'ecologia della cultura, il volontariato eccetera.
Nel 2022 la Lipu istituisce la Sdam, la Scuola di formazione Danilo Mainardi per l'attivismo e la cultura ecologica, nell'ambito del progetto europeo Choose Life. Dedicata al grande etologo e già presidente della Lipu Mainardi, salutata con entusiasmo dal vice presidente della Commissione europea Frans Timmermans, la Scuola si rivolge specialmente agli oltre 1500 volontari dell'associazione ma si apre anche ai soci e al pubblico in generale, con oltre 20 aree formative, lezioni magistrali, eventi speciali.
Nel 2022 la Lipu celebra i sessant'anni dalla pubblicazione di Primavera silenziosa, il leggendario libro della biologa e scrittrice statunitense Rachel Carson. Lo fa con una serie di eventi, un volume dal titolo Campagne silenziose, curato da Federica Luoni, e un e-book del direttore generale Danilo Selvaggi dal titolo Rachel dei pettirossi, successivamente pubblicato in formato cartaceo e contenuti arricchiti, per Pandion Edizioni.
Nel 2022 la Lipu e BirdLife Europa contribuiscono all'adozione, da parte della Commissione europea, della Nature Restoration Law, la legge europea per il ripristino della natura, strumento fondamentale per l'attuazione della nuova strategia sulla biodiversità e l'inversione del suo declino. 

## Organizzazione

### Struttura organizzativa
Da un punto di vista giuridico la Lipu è ente del terzo settore (ETS) e organizzazione di volontariato (ODV), mentre dal 1997 al 2018 è stata un'organizzazione non lucrativa di utilità sociale (ONLUS). Dal 1985 la sua personalità giuridica è stata riconosciuta sensi del Decreto del Presidente della Repubblica 6 febbraio 1985, n° 151; è inoltre riconosciuta come associazione di protezione ambientale dal Ministero dell'ambiente e della sicurezza energetica dal 1986 e come ente in grado di svolgere attività di ricerca scientifica e tecnologica iscritta all'Anagrafe nazionale delle ricerche dal 1997. La sede centrale, denominata Casa Lipu, è a Parma in via Pasubio, 3/b ed è stata inaugurata il 13 ottobre 2022.
La Lipu è dotata di:
- un'assemblea dei soci, che include tutti i soci iscritti da almeno sei mesi e oltre ad approvare le relazioni annuali sull'attività, i bilanci economici ed eventuali modifiche statuarie elegge i membri di consiglio direttivo, organo di controllo e collegio dei probiviri;
- un consiglio direttivo, composto da 15 membri eletti dall'assemblea dei soci, rappresenta l'organo di amministrazione dell'associazione e nomina il presidente, i vicepresidenti, la giunta esecutiva e, su proposta di quest'ultima, il direttore generale;
- una giunta esecutiva, composta da sei membri tra cui il presidente e i due vicepresidenti, che cura l'ordinaria e straordinaria amministrazione dell'associazione includendo quindi l'amministrazione di patrimonio ed economia, l'approvazione di ricorsi e costituzioni in giudizio, la regolazione dell'attività di volontariato e la nomina di delegati e coordinatori regionali;
- un presidente, che è il legale rappresentate dell'associazione, coadiuvato dai due vicepresidenti che ne fanno le veci in sua assenza;
- un direttore generale, nominato dal consiglio direttivo su proposta della giunta, che è responsabile dell'attuazione del programma strategico, della gestione amministrativa e della gestione del personale dell'associazione;
- un organo di controllo, organo di vigilanza composto da tre membri ed eletto dall'assemblea dei soci, col compito di vigilare sull'assetto organizzativo, amministrativo e contabile;
- un collegio dei probiviri, composto da tre membri più due supplenti ed eletto dall'assemblea dei soci, che si occupa di questioni legate all'etica dell'associazione e ad eventuali controversie tra soci, avendo anche il potere di censurare, sospendere o espellere i singoli soci.

A questi organi possono aggiungersi un presidente onorario ed un comitato d'onore, nominati dal consiglio direttivo.

### Presidenti
- Giorgio Punzo (1965-1970)
- Ermanno Rizzardi (1970-1975)
- Fulco Pratesi (1975-1979)
- Giovanni Battista Lavizzari (1979-1982)
- Alberto Raponi (1982-1985)
- Mario Pastore (1985-1996)
- Danilo Mainardi (1996-2003)
- Giuliano Tallone (2003-2011)
- Fulvio Mamone Capria (2011-2019)
- Aldo Marco Verner (2019-2023)
- Alessandro Polinori (dal 2023, vigente)[62]

Oltre ai presidenti incaricati vi sono stati anche diversi presidenti onorari tra cui Ermanno Bronzini e Barbara Milne oltre che Giorgio Punzo e Danilo Mainardi una volta terminati i loro rispettivi mandati.

### Direttori generali
- Marco Lambertini (1991-1997)
- Armando Gariboldi (1997-2001)
- Nino Martino (2001-2001)
- Roberto Saini (2002-2003)
- Elena D'Andrea (2003-2012)
- Danilo Selvaggi (dal 2012, vigente)

## Attività

### Campi d'azione
I campi d'azione della Lipu, ovvero le sue missioni generali, definite dallo Statuto, sono la protezione degli uccelli selvatici, la conservazione della biodiversità e la creazione e promozione della cultura ecologica. Questi tre pilastri vengono storicamente declinati nei programmi strategici, approvati dal Consiglio direttivo, e si traducono in una vasta serie di azioni, di tipo progettuale, scientifico, di attività di campo, politiche ambientali, cultura ecologica, educazione, comunicazione, gestione.
Tra tali attività, un ruolo importante è svolto dalle attività di Oasi, Riserve e Centri recupero così come dalle numerose attività di educazione ambientale, svolte con le scuole e non solo.
Molto importante è inoltre l'attività di vigilanza ambientale, che la Lipu svolge da decenni attraverso i gruppi di Vigilanza, i campi antibracconaggio e una serie di operazioni speciali condotte con le forze dell'ordine.
Importante è altresì l'attività comunicativa svolta con le pubblicazioni ufficiali dell'associazione: la rivista Ali, per i soci, e la rivista Ali junior, per i soci giovanili, entrambe con cadenza trimestrale. 

### Oasi e riserve gestite
(Danilo Mainardi, presidente onorario della LIPU)
La Lipu gestisce in totale circa 30 oasi e riserve.

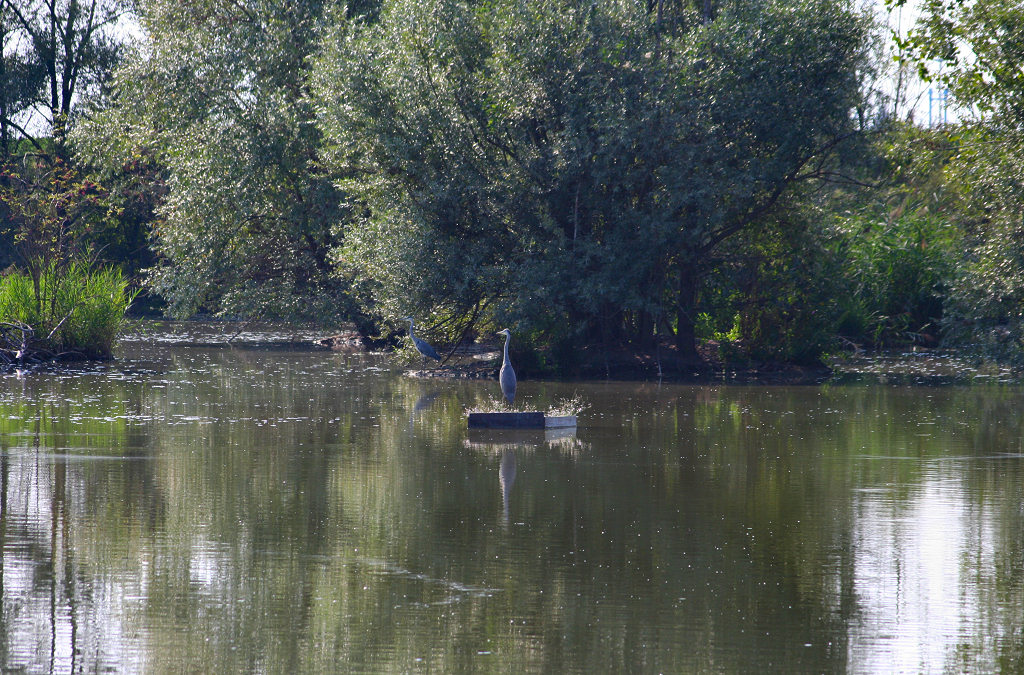
Due aironi cenerini nella Riserva naturale di Torrile e Trecasali nell'agosto 2006

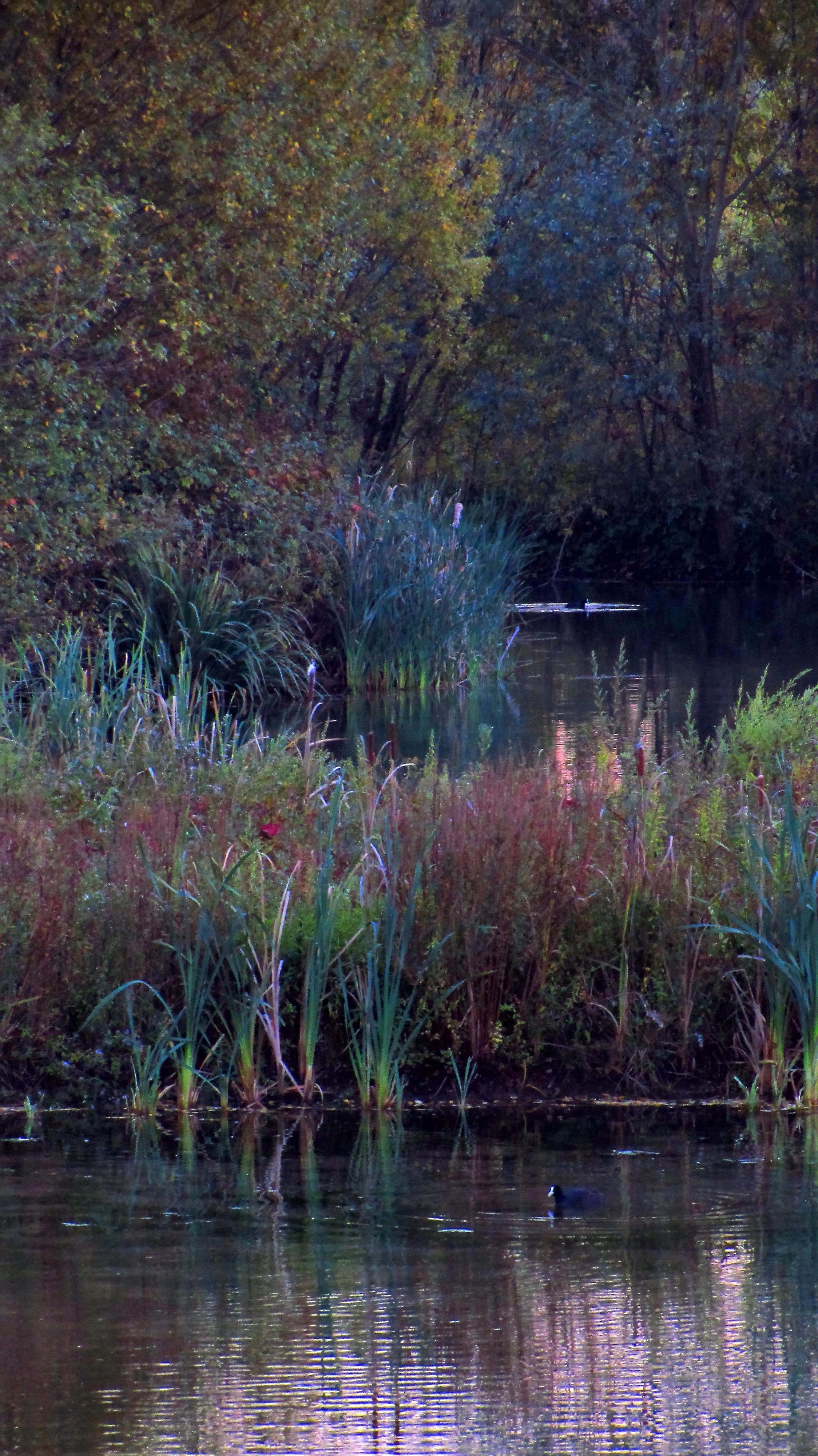
Due folaghe fotografate nell'ottobre 2012 nell'Oasi Cesano Maderno.

- Oasi Zone Umide Beneventane, in Campania;
- Oasi delle Soglitelle, nella Riserva naturale Foce Volturno - Costa di Licola in Campania;
- Oasi Celestina, in Emilia-Romagna;
- Riserva naturale di Torrile e Trecasali, in Emilia-Romagna;
- Oasi Bianello, in Emilia-Romagna;
- Oasi Castel di Guido, nel Lazio;
- Parco naturale Pantanello, nel Lazio;
- Centro Habitat Mediterraneo, nella Riserva naturale statale Litorale Romano nel Lazio;
- Oasi Arcola, in Liguria;
- Oasi Bosco del Vignolo, in Lombardia;
- Oasi Bosco Negri, in Lombardia;
- Riserva naturale Palude Brabbia, in Lombardia;
- Oasi Cesano Maderno, in Lombardia;
- Riserva naturale Paludi di Ostiglia, in Lombardia;

- Riserva naturale regionale Bosco Casale (nota anche come Oasi di Casacalenda), in Molise;
- Riserva naturale di Crava-Morozzo, in Piemonte;
- Oasi Gravina di Laterza, in Puglia;
- Oasi Carloforte, in Sardegna;
- Riserva naturale orientata Saline di Priolo, in Sicilia;
- Riserva naturale orientata Biviere di Gela, in Sicilia;
- Riserva naturale orientata Isola delle Femmine, in Sicilia;
- Riserva naturale del Chiarone (nota anche come Oasi Massaciuccoli), nel Parco naturale di Migliarino, San Rossore, Massaciuccoli in Toscana;
- Riserva naturale provinciale Lago di Santa Luce, in Toscana;
- Oasi Cave Gaggio, in Veneto;
- Riserva naturale Ca' Roman, in Veneto;
- Oasi Garzaia di Pederobba, in Veneto.

### Centri recupero

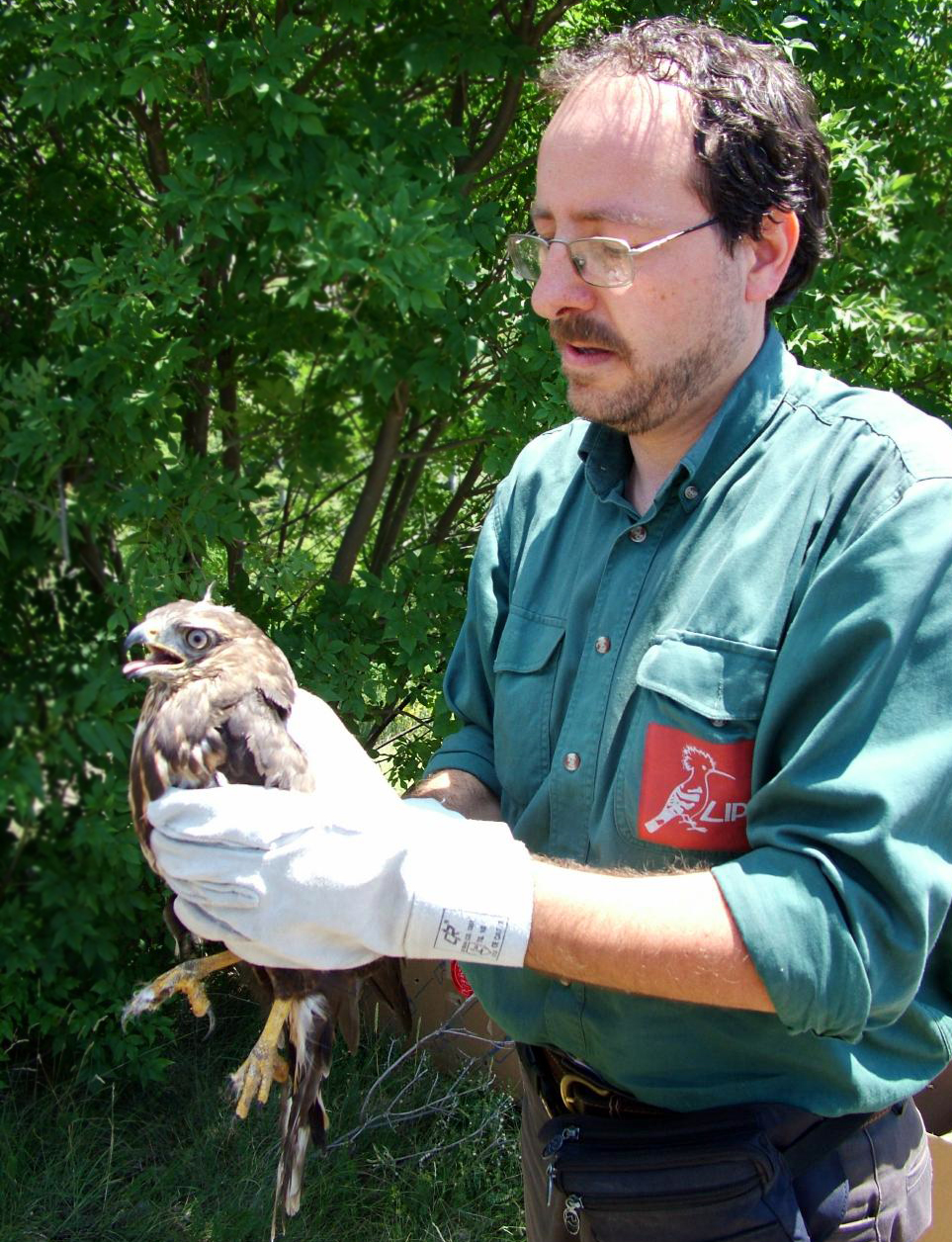
Un rapace viene controllato da un volontario LIPU in uno dei Centri Recupero. Un'elevata percentuale degli animali curati appartiene alla lista delle specie a rischio.

A partire dagli anni '70 la Lipu gestisce diversi centri di recupero della fauna selvatica (spesso contraddistinti dagli acronimi CRFS o CRAS, ossia centro recupero animali selvatici), deputati alla cura ed eventuale liberazione di animali selvatici feriti. Annualmente questi centri recuperano circa 29723 animali e sono gestiti da 405 volontari a cui si affiancano nove operatori di staff (al 2021).
I centri recupero gestiti sul territorio nazionale sono in tutto nove:
- Centro recupero fauna selvatica "OTUS" di Bologna, indicato anche come Centro recupero animali selvatici OTUS, inaugurato nel 1990[63]
- Centro recupero fauna selvatica di Castiglione del Lago, sito nel perimetro dell'aeroporto Leopoldo Eleuteri[64]
- Centro recupero fauna selvatica "Bosco di Ficuzza" di Corleone, sito in località Ficuzza all'interno della Riserva naturale orientata Bosco della Ficuzza, Rocca Busambra, Bosco del Cappelliere e Gorgo del Drago[65]
- Centro recupero "Il Giardino delle Capinere" di Ferrara, inaugurato nel 1992 al posto di un ex campeggio abbandonato[66]
- Centro recupero rapaci del Mugello di Vicchio, inaugurato negli anni '90[67]
- Centro recupero uccelli marini e acquatici (CRUMA) di Livorno[68]
- Centro recupero fauna selvatica La Fagiana di Magenta, sito in località Ponte Vecchio[69]
- Centro recupero fauna selvatica di Roma, inaugurato nel 1996 presso il Bioparco di Roma[70]
- Centro recupero fauna selvatica di Tigliole, inaugurato nel 1997[71]

Dal 2004 al 1º gennaio 2023 la Lipu ha gestito il Centro recupero avifauna selvatica (CRAS) di Trento per conto della Provincia autonoma di Trento. Ai centri recupero gestiti direttamente si affiancano il Centro cicogne e anatidi di Racconigi e il Centro cicogne di Silea, federati all'associazione.